# Kevin Kurányi
Dennis Kevin Kurányi (Rio de Janeiro, 2. ožujka 1982.) je njemačko-brazilski bivši nogometaš koji je igrao na poziciji napadača.

## Rani život
Rođen je u Brazilu, otac mu je njemački Mađar, a majka mu je iz Paname.
On je na kraju odlučio igrati za njemačku nogometnu reprezentaciju, a imao je mogućnost igrat za Brazil, Mađarsku i Panamu.

## Karijera

### Klupska karijera
Kuranyi je počeo igrati nogomet 1988. za Serrano FC u Brazilu, kad je imao šest godina. 1993. je prebačen u klub Las Promesas, gdje je igrao godinu dana prije odlaska natrag u Serrano FC. Kuranyi se vratio u Las Promesas 1996. 1997. se preselio u Njemačku, u juniorsku momčad VfB Stuttgarta. Nakon nekoliko nastupa u njemačkoj do 21 reprezentaciji, potpisao je svoj prvi profesionalni ugovor za VfB Stuttgart 2001. Igrao je 99 utakmica za VfB Stuttgart i zabio 40 golova. Također je sudjelovao u 22 utakmice europskih natjecanja i zabio 10 golova. 2002./03. sezone Bundeslige, bio je najbolji strijelac i zaslužan je za Stuttgartovo drugo mjesto u ligi. VfB Stuttgart je napustio 2005. Tijekom ljeta nakon što je otišao u Schalke 04 potpisivanjem ugovora 2009./10. U 2010. odlazi u ruski Dinamo. Za FK Dinamo Moskva je Kuranyi postigao 50 golova u 123 utakmica. Nakon Rusije, Kuranyi se ponovo vraća u Njemačku, da igra za TSG 1899 Hoffenheim u 2015. U ožujku 2017. je okončao svoju nogometnu karijeru. U Bundesligi je odigrao ukupno 275 utakmica te zabio 111 golova.

## Reprezentacija
Kuranyi je debitirao za Njemačku tijekom EP-a 2004. kvalifikacijama protiv Litve. Igrao je za svoju zemlju finalu turnira i na  Konfederacijskom kupu 2005., ali zbog loše forme u sezoni 2005./06., nije bio izabran za Svjetsko prvenstvo 2006. u Njemačkoj. 11. listopada 2008., Kuranyi je bio izostavljen iz momčadi prije utakmice s Rusijom. Nakon gledanja prvog poluvremena s tribina zajedno s drugim ne izabranim igračima, na poluvrmenu je napustio stadion i nije se vratio u hotel reprezentacije. Nakon incidenta, trener njemačke reprezentacije Joachim Löw je rekao da nikada ne bi ponovno odabrao Kuranyi za reprezentaciju.

## Osobni život
Ima njemačko, panamsko i brazilsko državljanstvo. Kurányijev omiljeni klub je Flamengo. Govori engleski, portugalski, njemački, i malo španjolski i mađarski jezik. Njegova supruga Viktorija Peličić je Hrvatica. 27. rujna 2005. godine. Kuranyi i njegova supruga dobili su prvo dijete, nazvalo se Karlo. Vjenčali su se 28. travnja 2007. godine u Stuttgartu. Njihovo drugo dijete zove se Vivien Carmen, rođeno je 6. siječnja 2008. godine.

## Vanjske poveznice
- Kevin Kurányi Službena stranica